# Stella Immanuel
Stella Gwandiku-Ambe Immanuel, född 1965 i Kamerun, är en kamerunsk-amerikansk läkare, författare och pastor, bosatt i Houston, USA.

## Utbildning
Immanuel utexaminerades från University of Calabar i Nigeria 1990, och flyttade till USA 1992, där hon arbetat som barnläkare. Hon är för barnaga, i motsats till American Academy of Pediatrics.

## Medicinska påståenden
Stella Immanuel har påstått att olika sjukdomar och åkommor, såsom endometrios, cystor, missfall, infertilitet och könssjukdomar orsakas av andar. Immanuel menar att många gynekologiska sjukdomar orsakas av demoner, så kallade incubus och succubor. Hon motsätter sig att ogifta bor tillsammans, homosexualitet, tidelag och polygami. Immanuel menade i en predikan 2015 att DNA från utomjordingar har använts i medicinska behandlingar och att reptiler styr den amerikanska staten. Hon menade då även att illuminati använder häxor för att förstöra världen genom abort, samkönade äktenskap, leksaker och media som Harry Potter, Pokémon, Magi på Waverly Place och Hanna Montana.  Samma år hävdade hon att vetenskapsmän utvecklade vaccin för att förhindra religiositet.

## Desinformation om covid-19
Den 27 juli 2020 medverkade Immanuel i ett mediaevent inför USA:s högsta domstol, arrangerat av en del av Tea Party-rörelsen. Hon hävdade då att hon hade botat 350 covid-19-patienter med hydroxiklorokin, något som saknar vetenskapligt stöd. Hon menade även att munskydd och social distansering var onödigt. Mediaeventet livstreamades av Breitbart. Videon, som setts av miljoner, plockades bort från Facebook, Twitter och YouTube, då den bröt mot deras regler om desinformation. Immanuel menade då att Jesus skulle förstöra Facebooks servrar om videon inte lades upp igen.

### Mottagande
Stella Immanuel är en Donald Trump-supporter och han sa på en presskonferens 28 juli 2020: "Jag tyckte att hon var mycket imponerande, med tanke på var hon kommer ifrån — jag vet inte vilket land hon kommer ifrån — men hon sa att hon har haft oerhörd framgång med hundratals patienter. Jag tycker att hennes röst var en betydelsefull röst, men jag vet ingenting om henne".
Madonna publicerade videon på Instagram och skrev "sanningen kommer att göra oss fria" och kallade Immanuel "sin hjälte". Hon raderade inlägget efter att Instagram försett det med en "falsk information"-märkning.